# Holy Wars… The Punishment Due
„Holy Wars… The Punishment Due“ je píseň americké thrashmetalové kapely Megadeth, která vyšla roku 1990 jako první singl z jejich alba Rust in Peace. Má neobvyklou strukturu – začíná rychlou thrashmetalovou částí Holy Wars, která se po necelých dvou a půl minutách přemostí do pomalejší a „tvrdší“ sekce nazvané The Punishment Due, kterou rozdělují dvě kytarová sóla Martyho Friedmana. Ke konci skladba zrychluje a závěrečné sólo hraje Dave Mustaine.
Text skladby složil Mustaine těsně před koncertem v Severním Irsku. Zabývá se celosvětovými náboženskými konflikty, zejména v Izraeli a Severním Irsku. V interview pro britský magazín Guitarist Dave Mustaine uvedl, že inspiraci pro skladbu získal v Severním Irsku, když viděl prodávat podvrhy triček Megadeth. Původně chtěl zasáhnout, ale byl odrazen, když zjistil, že se jedná o způsob získávání financí pro Irskou republikánskou armádu. The Punishment Due vychází z oblíbené postavy Marvel Comics, Punishera.
Videoklip k písni byl nahrán v srpnu 1990 (přibližně v době začátku války v Zálivu). Záběry hrajících členů kapely prolínají zpravodajské záznamy různých ozbrojených konfliktů, zejména ze Středního východu.

## Seznam skladeb

### 7" vinyl
1. „Holy Wars… The Punishment Due“
2. „Lucretia“

### 12" vinyl
1. „Holy Wars… The Punishment Due“
2. „Interview with Dave Mustaine“

### CD
1. „Holy Wars… The Punishment Due“
2. „Lucretia“
3. „Interview with Dave Mustaine“ (upraveno)

## Sestava
- Dave Mustaine – vokály, doprovodná kytara
- Marty Friedman – sólová kytara
- David Ellefson – baskytara, doprovodné vokály
- Nick Menza – bicí